# Tuberculobasis yanomami
Tuberculobasis yanomami là một loài chuồn chuồn kim trong họ Coenagrionidae.
Tuberculobasis yanomami được De Marmels miêu tả khoa học năm 1992.